# Vịt mốc

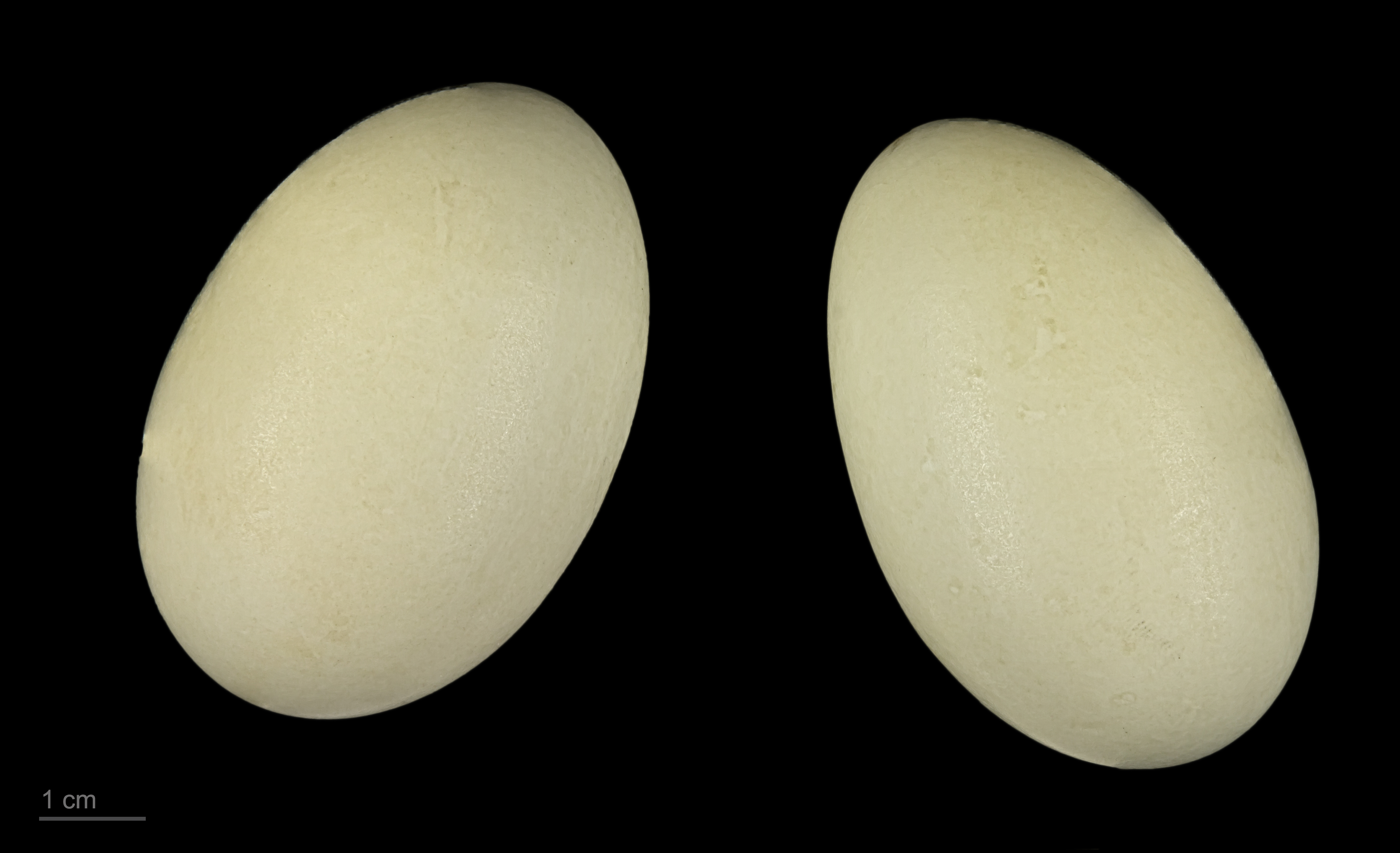
Anas acuta

Vịt mốc (danh pháp hai phần: Anas acuta) là loài vịt thuộc Phân họ vịt, xuất hiện rộng rãi ở các vùng phía bắc của châu Âu, châu Á và Bắc Mỹ. Đây là loài thường xuyên di trú và tránh mùa đông về phía nam khu vực phân bố đến xích đạo. Điều này rất thông thường cho một loài chim với phạm vi phân bộ rộng như vậy, nó không có phân loài địa lý nếu loài vịt mốc Eaton được coi là một loài riêng biệt.
Vịt mốc là một loài chim sống ở vùng đất ngập nước rộng mở, làm tổ trên mặt đất, thường cách xa mặt nước. Vịt mốc ăn thực vật và bổ sung chế độ ăn với các động vật không xương sống nhỏ trong mùa làm tổ. Vịt mốc có tính bầy đàn cao khi không sinh sản, tạo thành đàn lớn hỗn tạp với các loài vịt khác. Quần thể vịt này bị ảnh hưởng bởi động vật ăn thịt, ký sinh trùng và các bệnh gia cầm. Các hoạt động của con người, chẳng hạn như canh tác nông nghiệp, săn bắn và đánh cá, cũng có tác động đáng kể đến số lượng. Tuy nhiên, do phạm vi phân bố rộng lớn và có số lượng lớn nên loài vịt mốc này không bị đe dọa trên toàn cầu.

## Tình trạng bảo tồn
Vịt mốc có phạm vi phân bố rộng, ước tính khoảng 41.900.000 km2 (16.200.000 dặm vuông Anh), và tổng số lượng ước khoảng 4,8–4,9 triệu cá thể. IUCN đánh giá loài này không bị đe dọa trên phạm vi toàn cầu, tuy nhiên chúng đang bị đe dọa ở châu Âu.
Ở khu vực Cổ Bắc giới, quần thể sinh sản đang giảm ở phần lớn phạm vi, bao gồm cả khu vực có đông vịt mốc sinh sống ở Nga. Ở các vùng khác, số lượng ổn định hoặc biến động.
Vịt mốc ít nhất đã bị ảnh hưởng nặng nề bởi bệnh gia cầm, với số lượng sinh sản giảm từ hơn 10 triệu con năm 1957 xuống còn 3,5 triệu con vào năm 1964. Mặc dù loài này đã phục hồi từ mức thấp đó, quần thể sinh sản năm 1999 chỉ là 30%, dưới mức trung bình dài hạn, bất chấp nhiều năm nỗ lực tập trung vào việc khôi phục loài này. Vào năm 1997, ước tính có khoảng 1,5 triệu con chim nước, phần lớn là vịt mốc, đã chết vì bệnh ngộ độc gia cầm trong hai đợt bùng phát ở Canada và Utah.
Vịt mốc là một trong những loài được áp dụng Hiệp định về bảo tồn các loài chim nước di cư Á-Âu (AEWA), nhưng loài này không được xếp vào vị trí đặc biệt theo Công ước về buôn bán quốc tế các loài động vật và thực vật hoang dã có nguy cơ tuyệt chủng (CITES), quy định việc buôn bán quốc tế các mẫu vật động vật và thực vật hoang dã.